# Capel Island
Capel Island är en ö i republiken Irland. Den ligger i grevskapet County Cork och provinsen Munster, i den södra delen av landet. Arean är 0,14 kvadratkilometer.
Terrängen på Capel Island är platt. Öns högsta punkt är 26 meter över havet. På ön finns endast låg växtlighet.